# Elsemieke Daalder
Elsemieke Stephanie Daalder (* 1987 in Leiden) ist eine niederländische Rechtswissenschaftlerin, Rechtshistorikerin und Hochschullehrerin an der Universität Münster.

## Leben und Wirken
Daalder studierte ab 2005 Klassische Altertumswissenschaft an der Universität Leiden. 2007 nahm sie dort zudem ein Studium der Rechtswissenschaft auf. Ihre Studien beendete sie 2009 und 2011 jeweils mit dem Erwerb des Bachelors. Noch während ihres Studiums war sie als Junior-Dozentin an der rechtsgeschichtlichen Abteilung der Universität Leiden tätig. Im Jahr 2012 erwarb Daalder sowohl in Geschichte als auch in Rechtswissenschaft den Master. 2018 wurde sie mit der rechtsgeschichtlichen Arbeit De rechtspraakverzamelingen van Julius Paulus. Recht en rechtvaardigheid in de rechterlijke uitspraken van Septimius Severus zur Dr. iur. promoviert. Diese Arbeit wurde 2020 als beste rechtswissenschaftliche Dissertation der letzten vier Jahre mit dem J. C. Ruigrok-Preis der Königlich Niederländischen Akademie der Wissenschaften ausgezeichnet. Es folgten Tätigkeiten als Assistenz- und später Juniorprofessorin an der Universität Leiden.
2023 folgte Daalder einem Ruf der Universität Münster, wo sie seit dem Wintersemester 2023/24 einen ordentlichen Lehrstuhl für Rechtsgeschichte innehat. Zudem ist sie assoziiertes Mitglied der Abteilung für Verfassungs- und Verwaltungsrecht der Universität Leiden.
Daalders Forschungsschwerpunkte liegen vor allem im Römischen Recht und der Römischen Rechtskultur. Dabei liegt der Fokus insbesondere auf imperialer Justizverwaltung, Gesetzgebung und Rechtsprechung und allgemeinem Verwaltungsrecht, insbesondere dem Finanzverwaltungsrecht im Hinblick auf den fiscus. Insbesondere erforscht sie die gegenseitige Beeinflussung von Recht, Institutionen des Rechts, juristischer Literatur und Gesellschaft. Konkrete Forschungsprojekte gelten Caracalla und der historischen Entwicklung des Vorabentscheidungsverfahrens. .

## Veröffentlichungen (Auswahl)
- De rechtspraakverzamelingen van Julius Paulus. Recht en rechtvaardigheid in de rechterlijke uitspraken van keizer Septimius Severus. Boom Juridisch, Den Haag 2018 (niederländisch, Dissertation).